# Palo de Mayo
Palo de Mayo (deutsch Maibaum; auch spanisch ¡M ayo Ya!) ist eine Art afro-karibischer Tanz mit sinnlichen Bewegungen, der Teil der Kultur mehrerer Gemeinden in der Región Autónoma de la Costa Caribe Sur in Nicaragua sowie in Belize, auf den Islas de la Bahía von Honduras und den Bocas del Toro in Panama ist. Es ist auch der Name des einmonatigen Maifestes, das an der Karibikküste gefeiert wird. Sowohl das Fest als auch der Tanz sind eine afro-nicaraguanische Tradition, die im 17. Jahrhundert in Bluefields (Nicaragua), ihren Ursprung hat.

## Geschichte
Palo de Mayo ist eine Feier, die Regen, Wachstum und neues Leben willkommen heißt. Teil der Feier ist ein Maibaum. Das ist ein hoher Holzpfahl, der mit mehreren langen, farbigen Bändern geschmückt ist, die an der Spitze aufgehängt sind. Es gibt keine definitive Antwort darauf, wie der Maibaum nach Nicaragua kam. Historiker debattieren nach wie vor über seine Ursprünge. In Bluefields war der Maibaum eine elegante Polka, bei der sich elegant gekleidete Frauen an den Händen hielten und zweimal um einen mit Früchten beladenen Baum klatschten.
Vermutlich wurde der Maibaum Anfang der 1830er Jahre von britischen Siedlern nach Nicaragua gebracht. Der in England übliche Bänderstabtanz wurde Spekulationen zufolge modifiziert, indem Elemente des Shango aufgenommen wurden. Das ist eine westafrikanische Religion, in der es Geisterbesessenheit gibt. Schon ungefähr 1874 schrieb der mährische Missionar J. E. Lundberg: „Er wird heute in der Regel nachts, bei Mondschein, inmitten eines heidnischen Lärms aufgeführt, und er ist mit großer Ungebührlichkeit des Benehmens verbunden“. Professor Hugo Sujo zufolge variierten die Rituale. Kinder schmückten die Zweige mit Mangos, Ananas und Brotfrüchten, tanzten im Kreis und plünderten dann den Baum.
Viele Historiker wiesen darauf hin, dass es viele Unterschiede bei den Feiern gibt und dass letztere von den nicaraguanischen Kreolen stamme, die die Karibikküste Nicaraguas bewohnten. Andere Historiker glauben, dass sie indirekt aus Jamaika kamen. Woher es auch kam, Palo de Mayo ist seit langem Teil der afro-karibischen Kultur Nicaraguas. In Belize wurde das Flechten des Maibaums zusammen mit dem Klettern an Kokosnussbäumen und Wettbewerben an schlüpfrigen Pfählen praktiziert. Der Grund dafür ist, dass der größte Teil der kreolischen Bevölkerung der Región Autónoma de la Costa Caribe Sur in Nicaragua nach der britischen Sezession der Region im Jahr 1787 nach Britisch-Honduras (dem späteren Belize) umzog.
Die Sandinisiten förderten die Feier als Touristenattraktion. Die unterstützten lokale Bands und Tanzgruppen unter der Leitung von Miss Lizzie. Miss Lizzie regte 70-jährige Frauen an, den alten Stil zu tanzen, um der Jugend das Echte beizubringen. Doch 1993 hatte sie gegenüber dem neuen Stil des Maibaums an Boden verloren, der von älteren traditionellen Tänzerinnen und Tänzern als "schmutzige Zurschaustellung anzüglicher Tänze" angesehen wurde.

### Palo de Mayo-Musik und -Tanz
Der einzige Unterschied zwischen dem Palo de Mayo in Nicaragua von dem in Belize und den Bay-Inseln von Honduras ist der Tanz, der während eines Festivals entstand, bei dem die Frauen um den Maibaum tanzten und dann zwei Männer auf sie zukamen, in der Hoffnung, sie zu begleiten, aber die Frauen lehnten sie mit der Hand ab und sagten Nein. Die Musik ist sinnlich mit intensiven Rhythmen und entstand zur gleichen Zeit wie der Tanz. Im Laufe der Jahre ist der Tanz, der die Musik des Palo de Mayo begleitet, immer sinnlicher geworden.
Während des Tanzes wurde spezielle Musik gespielt. Diese Art von Musik wird heute als das Genre Palo de Mayo bezeichnet. Die Palo de Mayo-Musik ist eine elektrische Umarbeitung kreolischer akustischer Volksmusik, die als Mento bezeichnet wird. Die Palo de Mayo-Musik behielt einen Großteil des Mento-Stils bei, einschließlich Texten, Melodien und Chormustern, beschleunigt jedoch das Tempo und ersetzt verschiedene Instrumente.

### Palo de Mayo-Instrumente
Historisch gesehen spielten die Combos Bongotrommeln aus Baumstämmen, Waschbrettbass und sogar den Kieferknochen eines Esels als Schlagzeug. Später wurden Calypso, Soa oder Soul-Calypso und andere Einflüsse in die Musik aufgenommen. Zu den Instrumenten eines Palo de Mayo-Ensembles gehören Stepptanz-Trommeln (englisch tap drums), Bläsersektion, E-Gitarre, E-Bass und tragbare elektrische Orgel.

### Palo de Mayo-Musiker
Tanto (Silvester Hodgson) ist eine Figur aus dem Barrio Beholden in der Stadt Bluefields (Nicaragua), die nie Schuhe trug und jedes Jahr ein neues Maibaumlied zu erfinden begann. Seine Lieder handelten von tatsächlichen Ereignissen. Der berühmteste Ort für die Maibaumfeier war ein Ort namens Long Field.
Dimension Costena ist eine berühmte Palo de Mayo-Band, die in den 1980er Jahren im gesamten westlichen Nicaragua sehr beliebt war.